# Maison Ternell
 (mai 2022).
Si vous disposez d'ouvrages ou d'articles de référence ou si vous connaissez des sites web de qualité traitant du thème abordé ici, merci de compléter l'article en donnant les références utiles à sa vérifiabilité et en les liant à la section « Notes et références ».
La maison Ternell (en allemand : Haus Ternell) dans les Hautes Fagnes est une ancienne maison forestière de la commune d'Eupen abritant un musée et une maison de la nature.

## Description

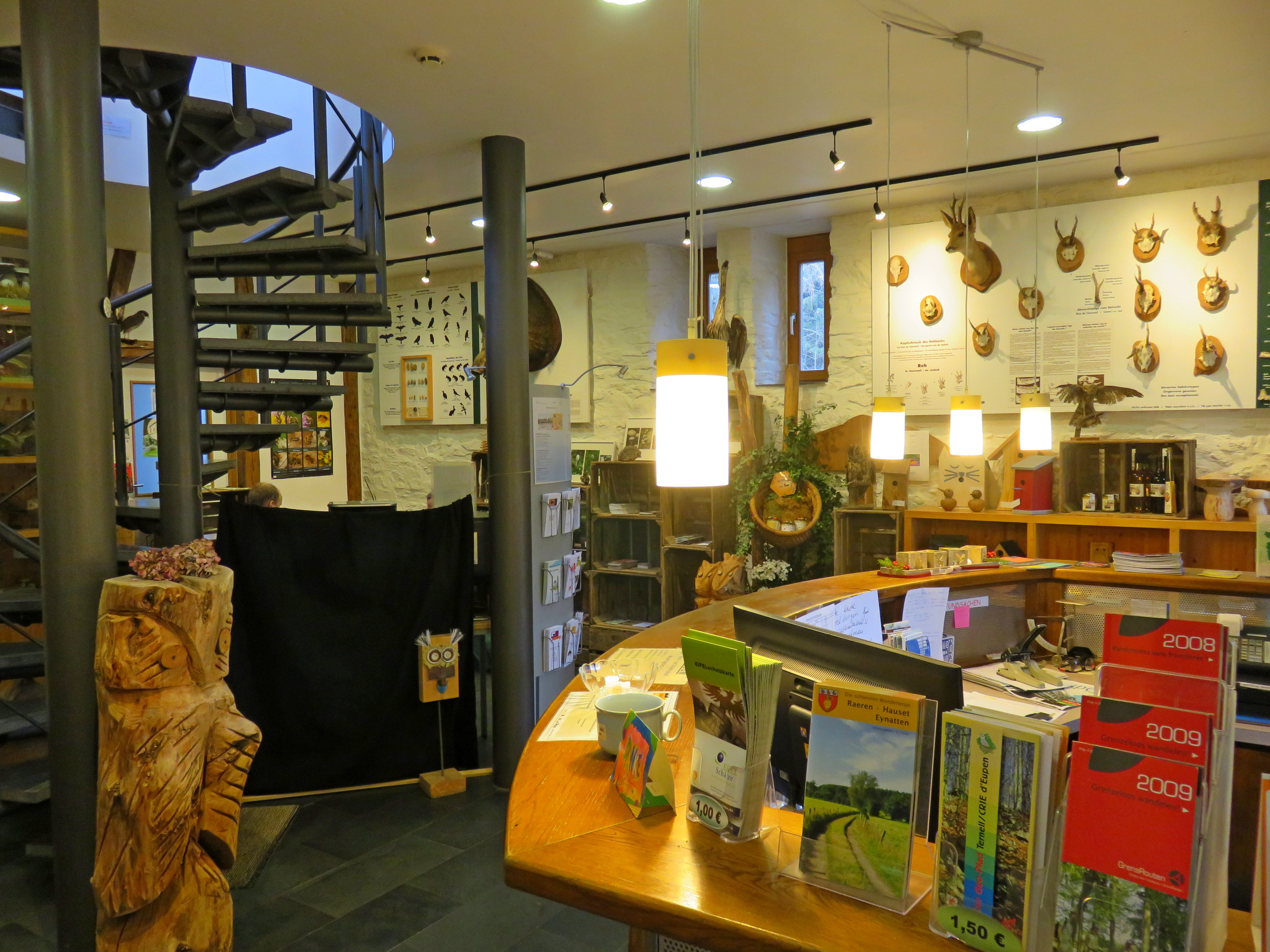
Intérieur du centre d'accueil

Elle est située à proximité du barrage de la Vesdre, sur la route nationale 67 Eupen-Montjoie empruntant la crête séparant les vallées des rivières Helle (au sud) et Ghete (au nord).
Le musée des fagnes et de la forêt montre la faune et la flore dans leur environnement naturel et relate l‘origine du paysage fagnard.
Ce centre de la nature, doté d'une plaine de jeu et d'un café-restaurant, est le point de départ de nombreuses promenades pédestres et pistes de ski de fond.
Les visiteurs y accèdent en transports publics les samedis, dimanches et jours fériés au départ de la gare d'Eupen par la ligne de bus 385.

## Autres maisons forestières du plateau des Hautes Fagnes
- Signal de Botrange
- Baraque Michel
- Mont Rigi